# Aggloméré (sidérurgie)

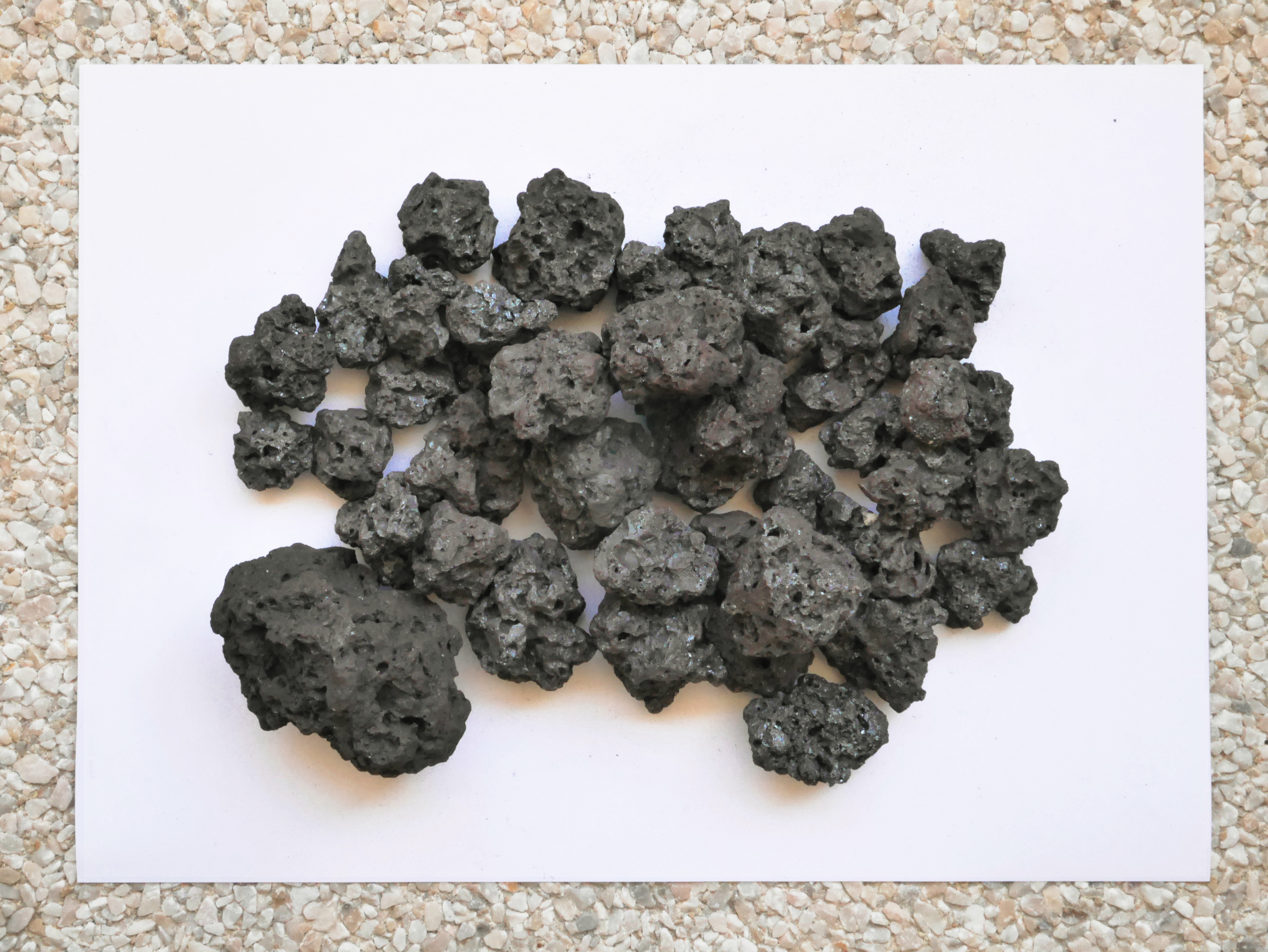
Morceaux d'aggloméré obtenus par le procédé Dwight-Lloyd, posés sur une feuille A4.

L'aggloméré est une matière composée d'oxydes de fer et de gangue grillés et frittés dans une usine d'agglomération. Ce produit est obtenu par combustion de charbon préalablement mélangé avec du minerai de fer et des oxydes. Il s'agit d'un conditionnement du minerai de fer qui optimise son utilisation au haut fourneau.

## Histoire

Expansion de la production sur chaîne d'aggloméré de minerai de fer au cours du XXe siècle.

L'intérêt de l'agglomération a été identifié très tôt, mais les procédés utilisés alors n'étaient pas continus. La méthode primitive, consistant à pratiquer un grillage en meule, est abandonnée vers la fin du XIXe siècle à cause de sa trop grande dépense en combustible. Les fours à cuve les remplacent alors, leur rendement très supérieur étant dû à la fois au confinement de la réaction et au fonctionnement à contre-courant (les matières solides descendent et les gaz montent).
Dans ces fours, le grillage des minerais de fer est alors utilisé pour obtenir le résultat inverse de celui que l'on cherche actuellement : en 1895, le grillage se fait à basse température pour éviter son agglomération, afin d'avoir un minerai friable.
Les fours à griller le minerai étaient alors des cuves inspirées des hauts fourneaux et des fours à chaux et étaient des outils peu productifs,. Le procédé Greenawald, qui en automatise le principe, connait vers 1910 un certain développement en permettant la production de 300 000 tonnes annuelles.
En juin 1906, la première machine d'agglomération sur chaîne (dite aussi sur grille), construite par A.S. Dwight et R. L. LLoyd, commence ses essais d'agglomération de minerais de cuivre et de plomb. La première chaîne destinée à l'agglomération de minerais de fer est construite en 1910 à Birdsboro, en Pennsylvanie.
L'agglomération du minerai sur chaîne met une trentaine d'années pour se généraliser dans la sidérurgie. Alors qu'avant la Seconde Guerre mondiale, elle ne servait essentiellement à reconditionner les fines de minerai, elle s'est généralisée après 1945 au traitement des minerais crus. Actuellement son rôle est essentiel car elle permet de mélanger plusieurs minerais entre eux, et surtout d'y incorporer des déchets minéraux plus ou moins riches en fer. Ce rôle de recyclage améliore la rentabilité et limite les déchets des complexes sidérurgiques, qui génèrent de nombreux résidus riches en fer (laitiers, boues, poussières, etc.).

## Intérêts et limitations

### Intérêts
L'aggloméré est un produit optimisé pour son utilisation au haut fourneau. Pour cela, il doit remplir au mieux plusieurs conditions :
- être composé d'une gangue d'oxydes qui, combinée avec les cendres issue de la combustion du coke (essentiellement de la silice), donnera naissance à un laitier fusible, à la fois réactif vis-à-vis des impuretés (le soufre apporté par le coke en particulier), peu agressif vis-à-vis des réfractaires habillant le haut fourneau et d'une qualité adaptée à sa valorisation ;
- vérifier une granulométrie précise, généralement comprise entre 20  et   80 mm (les morceaux trop petits colmatant le four, et les trop gros prenant trop de temps pour se transformer à cœur[L 5]) ;
- conserver une perméabilité aux gaz réducteurs, et cela aux plus hautes températures possibles ;
- réaliser les réactions endothermiques à basse température qui peuvent être faites plus économiquement hors d'un haut fourneau. Il s'agit essentiellement du séchage, de la calcination de la gangue (décarbonatation des calcaires et déshydratation des argiles ou des gypses) et de réactions de réduction. L'aggloméré devient alors, à poids égal, plus riche en fer que le minerai.
- suroxyder les oxydes de fer, le Fe2O3 étant mieux réduit par monoxyde de carbone présent dans le haut fourneau que les composés moins oxydés, surtout le Fe3O4[L 6].

Un autre intérêt consiste en l'élimination d'éléments indésirables : le procédé d'agglomération sur chaîne élimine 80 à 95 % du soufre présent dans le minerai et ses additifs. C'est également un moyen de se débarrasser du zinc, élément « empoisonnant » les hauts fourneaux, car sa température de vaporisation, de 907 °C, correspond à celle d'un grillage bien mené,.

### Limitations
Par contre, l'aggloméré est un produit abrasif qui abime la cuve des hauts fourneaux, surtout si ceux-ci ne sont pas conçus pour l'absorber, et surtout fragile. Les manutentions répétées dégradent sa granulométrie, et génèrent des fines ce qui en fait un conditionnement mal adapté aux sites éloignés des hauts fourneaux : les boulettes sont alors préférables. On peut améliorer la résistance à froid, notamment celle à l'écrasement, en augmentant l'énergie apportée lors du frittage.
Améliorer la résistance mécanique améliore également la tenue de l'aggloméré dans les procédés qui l'utilisent. En effet, la réduction de l'hématite (Fe2O3) en magnétite (Fe3O4) crée des contraintes internes. Mais outre une augmentation du coût de production de l'aggloméré, la réductibilité se dégrade quand on cherche à améliorer la résistance mécanique.

## Composition
L'aggloméré est généralement classé suivant qu'il est acide ou basique. L'indice de basicité complet ic est calculé par le rapport suivant des concentrations massiques :
{\displaystyle I_{c}={\frac {[CaO]+[MgO]}{[SiO_{2}]+[Al_{2}O_{3}]}}}
On simplifie souvent en se contentant de calculer un indice de basicité simplifié noté i (ou parfois ia), égal au rapport CaO / SiO2. L'aggloméré d'un indice ic inférieur à 1 est dit acide, supérieur à 1, il est généralement dit basique, égal à 1 il est qualifié d'auto-fondant (ic=1 étant équivalent à ia=1,40). Avant les années 1950, l'aggloméré d'un indice ic inférieur à 0,5 était majoritaire. Puis, lorsqu'il a été compris que l'aggloméré pouvait incorporer la castine qui était alors chargée dans le haut fourneau séparément, les indices basiques se sont généralisés : en 1965, les indices inférieurs à 0,5 représentaient moins de 15 % du tonnage d'aggloméré produit alors que les agglomérés basiques en représentaient 45 %.
On trouve encore la relation : {\displaystyle \scriptstyle \ i_{b}={\frac {[CaO]+k\cdot [MgO]}{[SiO_{2}]}}}, k étant une constant déterminée empiriquement (parfois égale, pour simplifier, à 1). La réduction du fer est, en elle-même, favorisée par un milieu basique, et culmine pour 2<ib<2,5. C'est également dans ce domaine que la résistance mécanique est la meilleure (et aussi, la fusibilité du laitier la plus mauvaise, ce qui complique son évacuation du haut fourneau). Au-delà d'un indice ib de 2,6, la proportion d'aggloméré en fusion augmente, ce qui colmate ses pores et ralenti les réactions chimiques entre les gaz et les oxydes. Quant aux agglomérés acides d'indice ib inférieur à 1, le ramollissement commence dès que seulement 15 % environ du minerai est réduit.
L'indice de basicité optimal est donc déterminé en fonction du minerai utilisé, des caractéristiques techniques du haut fourneau, de la destination de la fonte et des qualités recherchées. On relève par exemple :
- les fontes élaborées à partir minette lorraine et destinées à l'affinage au procédé Thomas avaient des basicités de i=1,35 (soit un indice complet I=1), ce qui était un compromis entre la viscosité à basse température (qui nécessite un laitier acide) et la désulfuration (favorisée par un laitier basique)[SF 3] ;
- les usines pour lesquelles la teneur une fonte riche en soufre ne pose pas de problème adoptent un aggloméré plus acide : avec i= 0,9 à 1,0. On favorise ainsi la réduction du silicium mais on peut aboutir à des teneurs en soufre très élevées, de 0,1 à 0,25 %[SF 4] ;
- l'élaboration de ferromanganèse au haut fourneau nécessite d'avoir un haut rendement en manganèse donc des basicités élevées, jusqu'à i = 1,7 ou 1,8 (en sachant que dans ce cas particulier, l'indice correspond à {\displaystyle \scriptstyle \ i={\frac {[CaO]+[MgO]+[BaO]}{[SiO_{2}]}}}!). La fusibilité est dans ce cas un point secondaire, la température des laitiers pouvant atteindre 1 650 °C (au lieu de 1 450 °C - 1 550 °C dans la production des fontes pour affinage)[SF 5].